# Axel Freiherr von dem Bussche-Streithorst
Axel Freiherr von dem Bussche-Streithorst (24 de abril de 1919 - 26 de janeiro de 1993) foi um oficial alemão que serviu durante a Segunda Guerra Mundial. Foi condecorado com a Cruz de Cavaleiro da Cruz de Ferro.
Em 1942, von dem Bussche testemunhou por acaso um massacre horrível organizado pela SS, no qual mais de 3.000 civis, em sua maioria judeus, foram executados pelo SD no antigo aeroporto de Dubno. Essa experiência o traumatizou e o levou a se opor decididamente a Hitler. Ele se juntou a um grupo de resistência improvisado dentro do Grupo de Exércitos Centro, que mais tarde seria liderado pelo Conde Claus von Stauffenberg. Em 1943, ele se voluntariou para uma tentativa de assassinato suicida contra Hitler, enquanto apresentava uniformes.

## Condecorações
| Cruz de Ferro 2ª Classe                               |
| Cruz de Ferro 1ª Classe                               |
| Cruz de Cavaleiro da Cruz de Ferro 7 de março de 1944 |